# Primera División de Uruguay 1906
Uruguay Association Foot-ball League 1906 var den sjätte säsongen av Uruguays högstaliga i fotboll. Montevideo Wanderers vann sin första titel som uruguayanska mästare. Ligan spelades som ett seriespel där samtliga sex lag mötte varandra vid två tillfällen. Totalt spelades 20 matcher med 48 gjorda mål. Amílcar Céspedes (Nacional) vann skytteligan med 6 mål.

## Deltagande lag

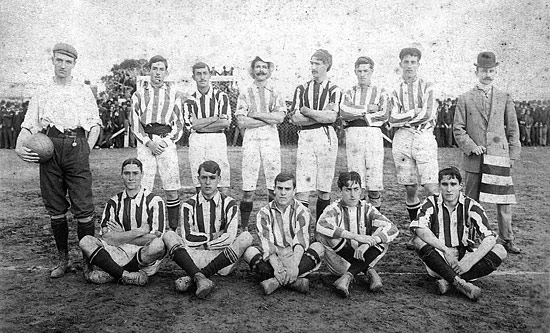
Wanderers laguppställning 1906

Sex lag deltog i mästerskapet, samtliga lag från Montevideo. Nacional spelade med två lag då det inte fanns några regler angående antal lag i högstaserien.
| Klubb                   | Arena (kapacitet)           |
| ----------------------- | --------------------------- |
| CURCC                   | Villa Peñarol               |
| Intrépido               |                             |
| Montevideo Wanderers    | Camino Millán               |
| Nacional och Nacional B | Estadio Gran Parque Central |
| Teutonia                | Estadio Gran Parque Central |

## Poängtabell
| Nr | Lag ( )              | S  | V | O | F  | GM | IM | MS  | P  |
| -- | -------------------- | -- | - | - | -- | -- | -- | --- | -- |
| 1  | Montevideo Wanderers | 10 | 9 | 1 | 0  | 17 | 3  | +14 | 19 |
| 2  | CURCC                | 10 | 7 | 0 | 3  | 18 | 8  | +10 | 14 |
| 3  | Nacional             | 10 | 7 | 0 | 3  | 17 | 8  | +9  | 14 |
| 4  | Teutonia             | 10 | 4 | 1 | 5  | 20 | 22 | −2  | 9  |
| 5  | Intrépido            | 10 | 2 | 0 | 8  | 1  | 24 | −23 | 4  |
| 6  | Nacional B           | 10 | 0 | 0 | 10 | 2  | 10 | −8  | 0  |